# Andrea Carnevale
Andrea Alessandro Carnevale (Monte San Biagio, 12 de janeiro de 1961) é um ex-futebolista italiano que jogava como atacante. Atualmente exerce a função de olheiro na Udinese.

## Carreira
Revelado nas categorias de base do Fondi, Carnevale profissionalizou-se em 1978, no Latina. Mesmo com o rebaixamento dos Leoni Alati para a Série C2 (na época, o quarto nível do futebol italiano), chamou a atenção do Avellino, que o contratou um ano depois. Sua estreia foi contra a Roma, clube em que era torcedor na infância.
Após defender Reggiana, Cagliari e Catania, teve passagem destacada pela Udinese entre 1984 e 1986, sendo municiado pelo brasileiro Zico, principal nome do clube friulano na época, em sua primeira temporada. Depois de 55 partidas e 16 gols, Carnevale foi contratado pelo Napoli, integrando a primeira versão do trio "Magica", ao lado de Diego Maradona e Bruno Giordano.
Em 1990, realizou o sonho de jogar pela Roma e, embora tivesse feito 4 gols em 5 jogos, sofreu um golpe ao ser flagrado no antidoping por uso de fentermina, juntamente com o goleiro Angelo Peruzzi. Ficou um ano suspenso do futebol e, após regressar aos gramados, teve passagens de pouco destaque por Udinese e Pescara (onde também jogou em 2 passagens), se aposentando em 1996.
Após chegar a ser preso por tráfico de drogas em 2002, Carnevale voltou novamente à Udinese em 2004, e desde então trabalha como olheiro do clube.

## Seleção
Carnevale integrou a Seleção Italiana de Futebol nas Olimpíadas de 1988 e na Copa de 1990, onde atuou em 2 jogos. Preterido por Azeglio Vicini, que colocou Salvatore Schillaci em seu lugar, brigou com o técnico e não entrou mais em campo pela Squadra Azzurra, pela qual disputou 10 jogos e fez 2 gols.